# Otoscopi

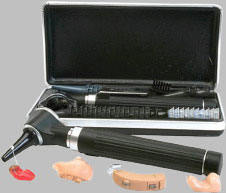
Estoig amb otoscopi.

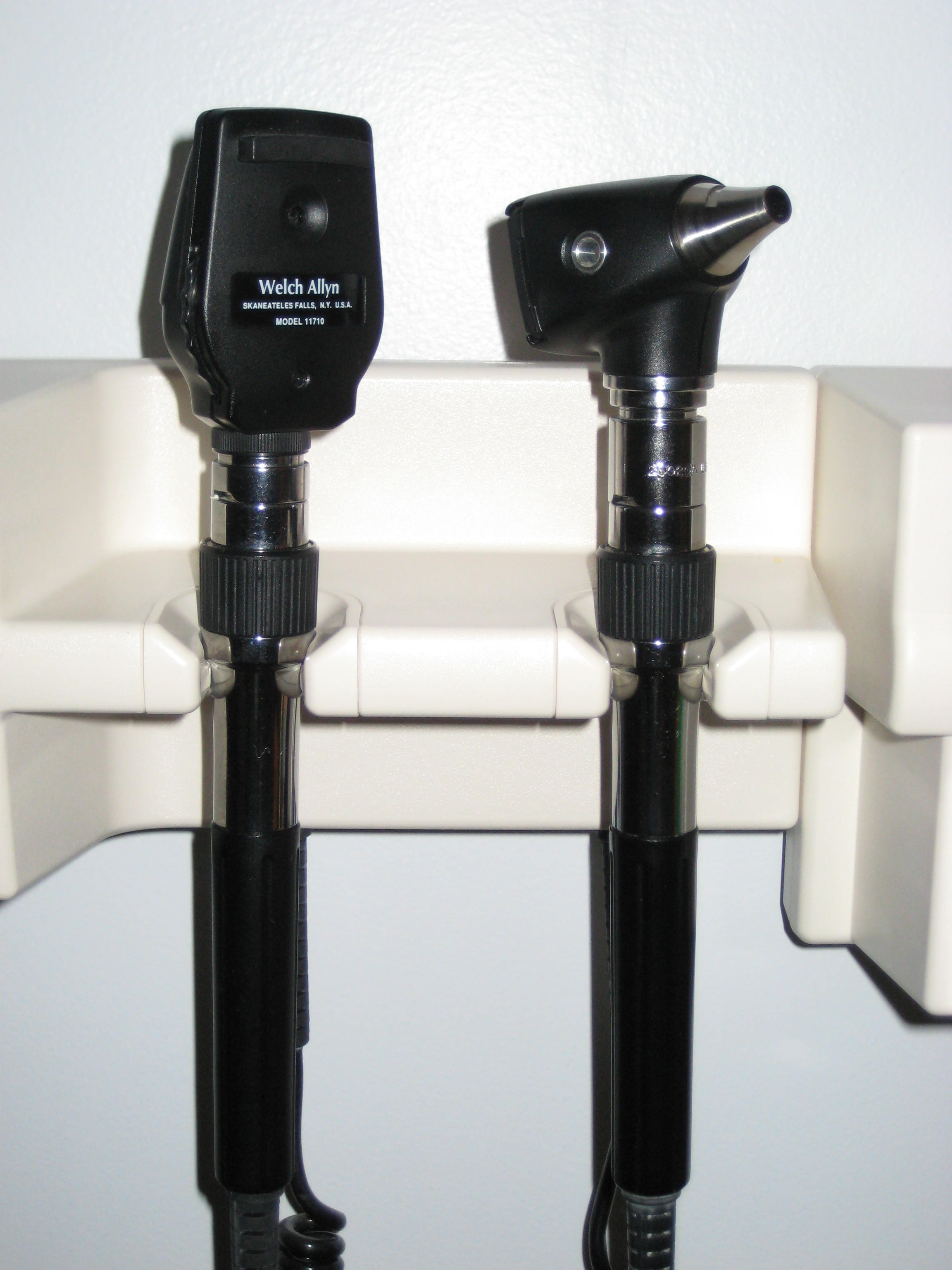
oftalmoscopi (esquerra) i otoscopi (dreta).

Un  otoscopi  és un instrument mèdic amb un feix de llum, que serveix per visualitzar i examinar el conducte auditiu extern i el timpà. L'exploració de l'orella permet, de vegades, esbrinar la causa d'alguns símptomes com el dolor o la pèrdua de l'audició, així com trobar cossos estranys en el conducte auditiu.
Un  otoscopi  és un instrument mèdic que s'utilitza per explorar les orelles, ja que és possible veure l'orella externa i ocasionalment l'orella mitjana. Els metges utilitzen otoscopis per a la detecció de malalties, i per investigar els símptomes que afecten l'orella. S'usen com a sinònims les expressions: espècul auricular, i espècul òtic, està en desús, la paraula: auroscopi.
L'otoscòpia és l'exploració del conducte auditiu extern i de la membrana timpànica, en general amb ajuda d'un otoscopi. Algunes de les malalties que poden ser diagnosticades mitjançant un otoscopi són: otitis mitjana, otitis externa, otoesclerosi, perforació timpànica, hemorràgia òtica, tap de cerumen, cos estrany en conducte auditiu extern, etc.

## Característiques tècniques
L'otoscopi està format per un mànec i un capçal:
- El  capçal  emet una font de llum, i disposa d'una lupa simple de baixa potència, en general al voltant de 8 diòptries, que serveix per ampliar les imatges. A la part frontal del capçal hi ha una estructura en forma d'embut on s'insereix un con de plàstic d'un sol ús.
- El  mànec  serveix per subjectar amb una mà l'aparell. Hi ha otoscopis que van muntats a la paret, mentre que n'hi ha d'altres que són portàtils. Els instal·lats a la paret estan units per un cable flexible d'alimentació elèctrica a un endoll. Els models portàtils contenen al mànec les piles que alimenten el sistema d'il·luminació.[5]

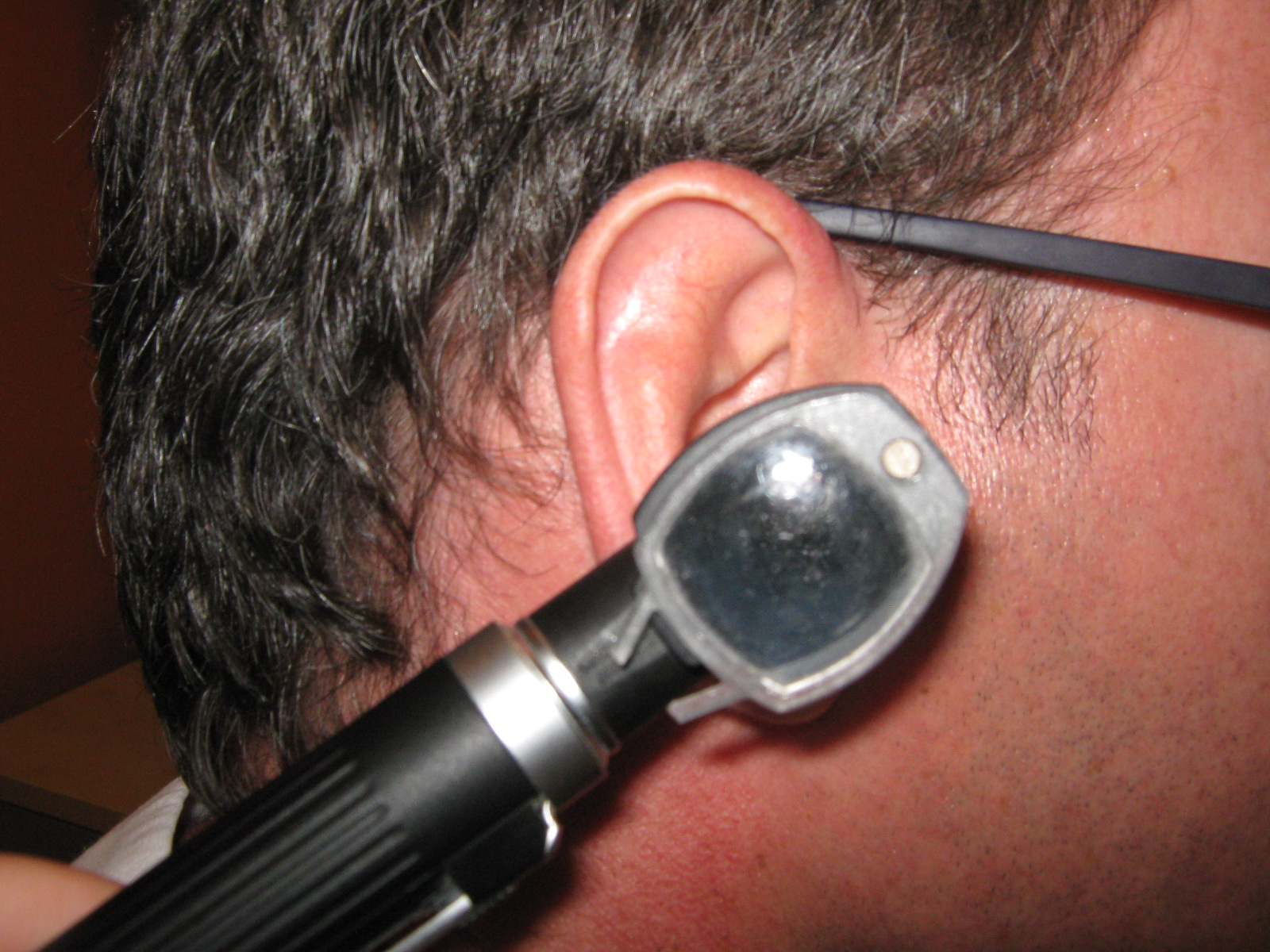
Manejant un otoscopi.

El metge redreça les curvatures del canal auditiu tirant del pavelló auricular, i després introdueix el con d'un sol ús de l'otoscopi en l'orella externa. És important recolzar-se sobre el cap del pacient, mitjançant la col·locació del dit índex o el dit petit sobre la seva cara, per assegurar l'estabilitat de la mà que sosté l'otoscopi i evitar lesions en el conducte auditiu extern. L'examinador mira a través d'una lent a la part posterior del capçal, i explora l'interior del canal auditiu.
En molts models, la lent es pot treure, el que permet a l'examinador introduir instruments dins del conducte auditiu extern, a través de l'otoscopi, com per exemple per a l'eliminació de cerumen. La majoria dels models també disposen d'un punt d'inserció d'un dispositiu capaç d'empènyer l'aire a través de l'espècul, mitjançant una alenada d'aire permet al metge posar a prova la mobilitat de la membrana timpànica, és l'anomenada  otoscòpia pneumàtica .

### Altres usos
Els otoscopis de vegades s'utilitzen per examinar les fosses nasals dels pacients (evitant la necessitat d'un espècul nasal separat) i, traient el con d'un sol ús, serveix de focus de llum per explorar l'orofaringe (gola).